# SV Diemen
sv Diemen is een Nederlandse amateurvoetbalclub uit Diemen, Noord-Holland. SV Diemen is sinds 1931 de grootste sportclub van Diemen. Het eerste zondagelftal kwam uit in de Derde klasse; het eerste zaterdagelftal speelt in de Vierde klasse. sv Diemen speelt in het district West I.De jeugd selectie-elftallen komen uit in de Hoofdklasse en divisie. Het huidige bestuur bestaat uit voorzitter Henk van der Weele, secretaris Charlotte Gabel, penningmeester Jenne Termeer. In 2020 besloot SV Diemen met ingang van het seizoen 2020/2021 te stoppen met prestatievoetbal op zondag 

## Historie
Oprichting Diemer Voetbal en Atletiek Vereniging, afgekort D.V.A.V., in het bovenzaaltje van café-restaurant “De Kroon” met als doel het beoefenen en bevorderen van het voetbalspel en andere takken van sport. Zij tracht dit doel te bereiken door het houden van oefeningen en het spelen van wedstrijden langs wettige weg en voorts door andere wettige middelen, welke aan het doel bevorderlijk kunnen zijn. Het allereerste bestuur bestaat uit de heren J.H. Muller (voorzitter), H.C. van Dalen, Th. Markman, J. Nibbelink, H. Schonemeijer, G. Pieters en M. Martens. De eerste velden zijn gelegen aan de Ouderkerkerlaan en worden gehuurd van de heer G. Pappot Sr. De velden worden door de leden zelf aangelegd en de officiële opening wordt verricht door de toenmalige Burgemeester Mr. A. de Wolff. De competitie begint met twee seniorenelftallen en één jeugd- elftal (aspiranten). Het 1e seniorenelftal begint in de 3e klasse van de Amsterdamse Voetbal Bond (A.V.B.). De naam D.V.A.V. wordt gewijzigd in sv Diemen op 7 oktober 1974. Het 1e zaalvoetbalelftal van sv Diemen wordt gepresenteerd. In 1975/1976 promotie van de 3e naar de 2e klasse.

## Sportpark De Diemen
Sportpark De Diemen is de afgelopen periode heringericht. Op zaterdag 3 september 2022 werd het heringerichte sportpark officieel geopend. Er is de afgelopen jaren veel gebeurd op Sportpark De Diemen. Er zijn twee nieuwe verenigingen bij gekomen: Hockey Club Diemen en handbalvereniging sv Zeeburg. Honk- en Softbalvereniging TIW-Survivors is verhuisd naar Sportpark Middenmeer. De club is inmiddels gefuseerd met OVVO. De naam van de fusieclub is Amsterdam Capitals. Hockeyclub Diemen heeft sinds eind vorig jaar de beschikking over twee hockeyvelden en een fraai clubgebouw met een terras. Een van de velden van HC Diemen is een waterveld en heeft een duurzame waterberging onder het veld. Handbalvereniging sv Zeeburg beschikt over een handbalveld op het sportpark. De veldafdeling van sv Zeeburg is afgelopen voorjaar naar Sportpark De Diemen verhuisd. De handbalvereniging maakt gebruik van het clubgebouw en de kleedkamers van sv Diemen. De zaalafdeling van sv Zeeburg speelt de thuiswedstrijden in Sporthallen Diemen. Sv Diemen, dat in 1990 Sportpark Spoorzicht achter het NS-station in het centrum van Diemen verliet en zich op Sportpark De Diemen vestigde, heeft er een extra veld bij gekregen. Ook is er een beachveld op het sportpark aangelegd.

## Samenwerking met AJAX
sv Diemen is een partnerclub van AJAX. Samen met ca 40 andere clubs uit de regio. De samenwerking behelst o.a. bijeenkomsten op voetbaltechnisch gebied, train de trainer-sessies, deelname aan toernooien op de Toekomst en consultancy (bijvoorbeeld op het gebied van video-analyse en sponsoring). Door de samenwerking hebben verschillende talenten van sv Diemen de overstap naar de AJAX jeugd gemaakt.t

## Opheffen Zondag
Tijdens de Corona pandemie is er besloten om niet verder te gaan met prestatie voetbal op de zondag. Vanaf het seizoen 20/21 speelt sv Diemen alleen nog op de zaterdag prestatie voetbal. 

## Competitieresultaten 1997–2018 (zaterdag)
| 3 4B |

|  |

|  |

| 9 3C |

| 8 3C |

| 12 3D |

|  |

|  |

|  |

|  |

|  |

|  |

| 4 5B |

| 11 4C |

| 10 4C |

| 13 4C |

| 8 5C |

| 7 4D |

| 10 4E |

| 5 4E |

| 8 4C |

| 4 4E |

| - 4E |

| Derde klasse | Vierde klasse | Vijfde klasse |

## Competitieresultaten 1975–2018 (zondag)
| 1 4F |

| 7 3C |

| 10 3C |

| 11 3C |

| 11 4F |

| 8 4F |

| 10 4F |

| 12 4F |

|  |

|  |

|  |

|  |

|  |

|  |

| 1 4F |

| 6 3C |

| 1 3C |

| 4 2A |

| 11 2B |

| 11 3C |

| 6 4E |

| 6 4F |

| 8 4F |

| 1 4F |

| 11 3C |

| 8 4E |

| 4 4F |

| 8 4F |

| 11 4F |

| 1 5F |

| 10 4F |

| 9 4F |

| 2 4F |

| 7 4F |

| 4 4F |

| 5 4F |

| 3 4E |

| 2 4E |

| 8 3D |

| 11 3C |

| 1 4F |

| 3 3C |

| 9 3C |

| 10 3C |

| - 3C |

| Tweede klasse | Derde klasse | Vierde klasse | Vijfde klasse |

2015: de beslissingswedstrijd op 14 mei om het klassekampioenschap in 4F werd bij RKSV RODA '23 met 1-0 gewonnen van SV Ouderkerk.
In elke staaf van de grafiek staat van boven naar beneden vermeld: 
- Eindnotering

Dit is de positie die de club heeft bereikt in de competitie, zonder eventuele beslissings-, play-off- of nacompetitiewedstrijden die nodig zijn geweest om bijvoorbeeld de kampioen van de competitie te bepalen.
Indien een * achter het getal staat is de notering een tussenstand en kan het zijn dat de notering niet overeenkomt met de uiteindelijke eindstand van de competitie.
Staat er een - dan is het seizoen nog bezig en is er geen definitieve uitslag bekend.
Staat er xx op de positie van de notering, dan heeft de club vroegtijdig de competitie verlaten. Dit kan onder andere komen door terugtrekking van het team, faillissement van de club of door een uitgedeelde straf van de KNVB. In veel gevallen staat elders in het artikel de reden vermeld.
Staat er een ? dan is het resultaat uit het verleden onbekend, en is alleen de competitie of het niveau bekend van dat seizoen.
In de seizoenen 2019/20 en 2020/21 werd wegens de coronacrisis het amateurvoetbal afgebroken. Daardoor kennen deze staven geen eindklassering (middels -- weergegeven).
- Competitieniveau en afdelingsletter of Officiële eindstand Eredivisie
  - Competitieniveau en afdelingsletter

Hierbij geeft het getal het niveau weer, dat ook terug te vinden is in de legenda. De letter is de afdelingsaanduiding en wordt gebruikt wanneer er meer afdelingen zijn op hetzelfde niveau. De afdelingsletter is altijd een hoofdletter en wordt meestal zonder nummer gebruikt.
Voorbeeld: 2F is niveau 2e klasse competitie F.
Het competitieniveau en nummer wordt niet vermeld wanneer er slechts één competitie van dit niveau was.
  - Officiële eindstand Eredivisie (getal staat tussen haakjes vermeld)

Sinds de introductie van play-offwedstrijden voor Europees voetbal na afloop van de reguliere competitie in 2005/06, is de KNVB verplicht een eindstand van de Eredivisie door te geven aan de UEFA aan de hand van deze play-offwedstrijden.
Bij deze eindstand staan clubs die zich hebben gekwalificeerd voor Europees voetbal hoger dan clubs die zich niet wisten te kwalificeren. Indien er geen verschil was tussen de eindnotering en de officiële eindstand, staat dit getal niet vermeld.

- Onderafdeling

Hier staat afgekort de naam van de onderafdeling indien de club in dat jaar in een onderafdeling uitkwam. Tevens staat deze afkorting in de legenda en wordt gelinkt naar het artikel over deze onderafdeling. Deze afkorting wordt alleen vermeld wanneer de club in het verleden in verschillende onderafdelingen heeft gespeeld. Deze vermelding is in de staaf altijd in kleine letters. Deze onderafdelingen zijn na het seizoen 1995/96 afgeschaft. Heeft de club in slechts één onderafdeling gespeeld, dan is dit alleen terug te vinden in de legenda.
Onder de staaf staat het jaartal vermeld waarin het seizoen is afgesloten. 15 verwijst naar het seizoen 2014/15 of eventueel het seizoen 1914/15.
Wanneer een staaf leeg is, zijn deze gegevens niet bekend. Het kan ook zijn dat de club dat seizoen niet heeft meegespeeld op het hogere amateurniveau, vroegtijdig de competitie heeft verlaten of uit de competitie is gezet.

In het seizoen 1944/45 was er wegens de Tweede Wereldoorlog geen regulier competitievoetbal.

## Bekende (oud-)spelers
- Randy Ababio
- Kenneth Aninkora
- Anfernee Dijksteel
- Ryan Babel
- Jeremy Helmer
- Joeri de Kamps
- Reda Kharchouch
- Adam Maher
- Tom Overtoom
- Guus Til

## Bekende (oud-)trainers
- Luc Bijker